# Bodički
Bodički (znanstveno ime Steccherinum) so rod gliv iz družine Steccherinaceae. Slovensko ime izhaja iz tega, da imajo vrste, ki so bile do sedaj najdene v Sloveniji bodičasto trosovnico sestavljeno iz drobnih iglic, čeprav to ni univerzalna lastnost celotnega rodu, ker obstajajo tudi vrste z luknjičasto trosovnico.

## Seznam bodičkov Slovenije[4]
- dvobarvni bodiček (Steccherinum bourdotii)
- resasti bodiček (Steccherinum fimbriatum)
- okrasti bodiček (Steccherinum ochraceum)